# テッド・メレディス
テッド・メレディス (James Edwin "Ted" Meredith、1891年11月14日- 1957年11月2日)は、アメリカ合衆国の陸上競技選手。1912年ストックホルムオリンピックの金メダリストである。

## 経歴
メレディスは、ペンシルベニア州の出身。1912年ストックホルムオリンピックの代表に選ばれ、800m走に出場。1分51秒9の世界新記録で金メダルを獲得。さらに4×400mリレーでも金メダルを獲得した。メレディスは400m走にも出場し4位という結果を残している。
ストックホルムオリンピックの後、彼はペンシルベニア大学に進学。1914年から1916年にかけてIC4Aの大会の440ヤードを制覇。880ヤードでも1914年1915年と連覇を果たす。さらに、AAUの大会の440ヤードでも1914年1915年と連覇した。1916年には440ヤードで47.6秒の世界新記録を樹立。この記録は1928年まで破られなかった。同年には880ヤードでも1分52秒2の世界新記録を達成した。
メレディスは1917年に競技から引退し、第一次世界大戦に従軍する。その後、競技に復帰し、1920年アントワープオリンピックに出場するが、400mは準決勝で敗退。4×400mリレーでは4位に終わる。
その後、メレディスは2度目の引退をし、不動産業に従事した。